# Stadion Christa Botewa w Botewgradzie
Stadion Christa Botewa (bułg. Стадион Христо Ботев) – wielofunkcyjny stadion w Botewgradzie, w Bułgarii. Obiekt może pomieścić 8000 widzów. Swoje spotkania na stadionie rozgrywają piłkarze klubu Bałkan Botewgrad.